# قتل علی فاضلی منفرد
در ۱۴ اردیبهشت ۱۴۰۰، علی فاضلی منفرد (معروف به علی‌رضا) جوان همجنس‌گرای ۲۰ ساله توسط برادر ناتنی و دو پسر عمویش، در نزدیکی شهر اهواز در استان خوزستان ایران ربوده و به قتل رسید. این قتل با واکنش‌های گسترده فعالان اجتماعی و چهره‌های مشهور
ایران و جهان، برای مبارزه با همجنس‌گراهراسی همراه شد.

## زندگی‌نامه
علی فاضلی منفرد که بین دوستانش با نام علی‌رضا شناخته می‌شد، جوان ۲۰ ساله ساکن محله تصفیه شکر اهواز بوده‌است. علی پیش‌تر هشدار داده بود که از سوی اعضای خانواده خود تهدید شده و قصد داشته تا ابتدا به ترکیه و بعد به کشورهای اروپایی مهاجرت کند، او بابت فشارهایی که از سوی خانواده خود متحمل می‌شده مدت‌ها در شهرهای دیگر زندگی می‌کرده و در راستای مهاجرتش به ترکیه، برای گرفتن معافیت از سربازی اجباری اخیراً در اهواز ساکن بوده‌است.

## شرح قتل
او توسط چند نفر از مردان خانواده‌اش در سه‌شنبه ۱۴ اردیبهشت ۱۴۰۰ به منطقه برومی در اهواز برده شد و روز چهارشنبه جسدش کشف می‌شود. شبکه شش‌رنگ، شبکه لزبین‌ها و ترنس‌جندرهای ایرانی ضمن تأیید خبر گزارش داد که سه متهم پرونده در بازداشت هستند.
گزارش‌های اولیه حاکی از این بود که او توسط برادر ناتنی خود و پسرعموهایش به قتل رسیده. مطابق گزارش شش‌رنگ، برادر ناتنی علیرضا، پس از بازکردن پاکت حاوی کارت معافیت وی که بر روی آن دلیل معافیت همجنسگرایی ذکر شده‌است، پی به گرایش او برده‌بود.

## تهدیدات علیه همجنس‌گرایان
سازمان شش رنگ گزارش داد که ۶۰٪ از افراد ال‌جی‌بی‌تی شرکت‌کننده در یک نظرسنجی اعلام کردند که بابت گرایش و هویت جنسیتیشان توسط اعضای نزدیک خانواده هدف خشونت قرار گرفته‌اند.
این سازمان همچنین ثبت علت معافیت از سربازی اجباری بر روی کارت‌های معافیت را برای افراد همجنس‌گرا و ترنس‌جندر خطرناک و تعرض به خصوصی‌ترین اطلاعات مربوط به گرایش‌های افراد دانست و بیان کرد که این اقدام می‌تواند منجر به خطرات امنیتی برای فرد شود.

## واکنش‌ها
- دمی لواتو، خواننده و بازیگر آمریکایی، برای افزایش آگاهی نسبت به مسئله همجنس‌گراهراسی در ایران، در مورد این قتل در شبکه اجتماعی پست گذاشت.[۶]
- مسیح علی‌نژاد، خبرنگار و فعال حوزه حقوق زنان، ضمن محکوم کردن این قتل با اشاره به خشونت‌های اعمال شده به اعضای جامعه ال‌جی‌بی‌تی در ایران، ریشه این خشونت‌ها را رژیم ایران و تعصب خانواده‌ها دانست.[۷]
- الناز شاکردوست و شقایق دهقان، در واکنش به قتل علیرضا در پست‌هایی جداگانه در صفحات اینستاگرامی خود، از جامعه ال‌جی‌بی‌تی ایران حمایت کردند. خبرگزاری وابسته به سپاه، مشرق نیوز،[۸] با قرار دادن تصاویر پست‌های حمایتی این دو بازیگر، عمل آنها را «حمایت از فرقه همجنس گرایان» دانست.[۹] پست حمایتی الناز شاکردوست با تذکر دادستانی تهران حذف شد.[۱۰]
- بسیاری از افراد ال‌جی‌بی‌تی ایرانی در اعتراض به قتل علی‌رضا، به‌طور پنهانی فیلم‌هایی از خود و شریکشان در حال قدم زدن و نشان دادن پرچم رنگین‌کمان منتشر کردند.[۱۱]
- سازمان عفو بین‌الملل با اشاره به قتل علیرضا در حساب توییتری خود نوشت: هیچ‌کس نباید به دلیل گرایش جنسی خود، جانش را از دست بدهد. همچنین این سازمان در ۱۷ مه، روز جهانی مبارزه با همجنس‌گراهراسی از مقام‌های جمهوری اسلامی خواست «فوراً» دربارهٔ قتل علیرضا فاضلی منفرد، «تحقیقات کیفری مستقل، بی‌طرفانه و مؤثر» انجام دهند. عفو بین‌الملل با اشاره به این که قتل این جوان همجنس‌گرا «فوریت حمایت قانونی از افراد همجنس‌گرا، دوجنس‌گرا، ترنس‌جندر و بیناجنس در ایران را برجسته می‌کند»، همچنین خواستار لغو قوانینی شده که در ایران روابط جنسی همجنس‌گرایان را ممنوع می‌کند.[۱۲][۱۳][۱۴][۱۵][۱۶]

## نوشتارهای وابسته
- قتل ناموسی در ایران
- سربازی در ایران